# Механіко-технологічний факультет ТНТУ імені Івана Пулюя
Механіко-технологічний факультет Тернопільського національного технічного університету імені Івана Пулюя — колишній структурний підрозділ Тернопільського національного технічного університету імені Івана Пулюя в 1988—2016 роках. У 2016 році в повному складі ввійшов до новоствореного факультету інженерії машин, споруд та технологій (ФМТ).

## Історія
Юридичний статус, як механіко-технологічний, факультет здобув у період реорганізації структури Тернопільського філіалу Львівського політехнічного інституту (наказ № 87-10 від 15 липня 1988 р.).
Першим деканом механіко-технологічного факультету з 15 листопада 1988 р. Вчена рада Тернопільського філіалу Львівського політехнічного інституту обрала провідного науковця, організатора навчального процесу, к.т.н., доцента, завідувача кафедри верстатів та інструментів Дубиняка Степана Андрійовича, а заступниками декана — к.т.н., доцента кафедри технології машинобудування Паливоду Юрія Євгеновича та к.т.н., доцента цієї кафедри Дичковського Михайла Григоровича.
Завдяки наполегливості та працездатності декана С.А. Дубиняка на кафедрах факультету оновлювали та модернізовували матеріально-технічну базу, яку успішно використовували як у навчальному процесі, так і в науково-дослідній роботі, створювали спеціалізовані лабораторії.
Так, старший викладач кафедри металорізальних верстатів Рожук С.Г. створив лабораторію із взаємозамінності та метрології — одну з найбільш оснащених на той час серед вишівських лабораторій регіону. Саме тоді було організовано сучасні лабораторії проєктування різального інструменту, теорії різання, інтегральну міжкафедральну лабораторію машин і обладнання металообробних підприємств. Значний внесок в їхню організацію зробили старші викладачі Назаревич Б.І., Шарик М.В., Кузьмін М.І., Дубецький І.Д., Мокрицький І.Д. та проф. Кривий П.Д.
На факультеті тривала підготовка висококваліфікованих фахівців зі спеціальностей «Технологія машинобудування» і «Верстати та інструменти».
Базовими кафедрами факультету були випускові кафедри: технології машинобудування і верстатів та інструментів, які очолювали провідні науковці та організатори навчального процесу д.т.н. Гевко Б.М. та к.т.н. Дубиняк С.А.
Після створення на виробничих площах ВАТ «Тернопільський комбайновий завод» (ТКЗ) філіалу кафедри технології машинобудування в 1987 р. організували власне кафедру технології машинобудування на виробництві, аудиторний фонд якої становив понад 1,5 тис. квадратних метрів площ. Неабиякий внесок у розбудову кафедри зробили проф. Гевко Б.М., колишній генеральний директор ВАТ «Тернопільський комбайновий завод» та за сумісництвом завідувач філіалу кафедри на виробництві Данильченко М.Г.
Реалізація таких організаційних заходів на факультеті дала можливість готувати фахівців в умовах активного виробництва. На виробничі площі підприємства було (укр.)винесено лабораторно-практичні заняття з дисциплін «Технологія машинобудування», «Проєктування та виробництво заготовок», «Проєктування технологічного оснащення», «Технологія автоматизованого виробництва», «Розробляння технологічних процесів на верстатах з ЧПК», «Проєктування механо-складальних цехів» та ін. До навчального процесу залучалися провідні виробничники, такі як генеральний директор Данильченко М.Г., головний інженер Калайджан О.С., технічний директор Маланчин А.М., заступник технічного директора Мартиненко В.Я. та інші.
Завдяки наполегливій праці з удосконалення фахової підготовки інженерів та створення сучасної матеріальної бази кафедри на виробництві, організації науково-методичного забезпечення навчального процесу в 1991 р. філіал кафедри технології машинобудування на ВАТ «Тернопільський комбайновий завод» посів друге місце в Республіканському конкурсі-огляді на найкращий філіал кафедри на виробництві.
Завдяки успішній роботі зі створення кафедри на виробництві наказом директора Тернопільського філіалу Львівського політехнічного інституту працівників кафедри технології машинобудування проф. Гевка Б.М., доц. Закалова О.В., та ст. викладача Бойка М.В. нагородили почесними грамотами та оголосили подяку.
Щоб швидше адаптувати молодих спеціалістів на виробництві та організувати безпечні умови праці під керівництвом ст. викладача Бойка М.В. створено зразкову спеціалізовану лабораторію охорони праці та безпеки життєдіяльності, яка стала обласним консультативним пунктом підвищення кваліфікації працівників з цих питань.
У березні 1991 р. згідно з Постановою Ради Міністрів Української РСР від 27 лютого 1991 р. на базі Тернопільського філіалу Львівського політехнічного інституту створено Тернопільський приладобудівний інститут. На виконання цієї Постанови, ректор проф. Шаблій О.М. створив інститутські управлінські структури. Через це низку працівників механіко-технологічного факультету переведено на керівні посади.
Так, декана факультету проф. Дубиняка С.А. призначено на посаду проректора з навчальної роботи, зав. кафедри технології машинобудування проф. Гевка Б.М. — на посаду проректора з наукової роботи. З восьми членів новоствореного ректорату п'ять — співробітники факультету.
З травня 1991 р. Вчена Рада університету обрала деканом механіко-технологічного факультету к.т.н., доцента кафедри технології машинобудування Паливоду Ю.Є.
Навчальний процес на механіко-технологічному факультеті в період створення приладобудівного інституту забезпечували кафедри технології машинобудування (зав. кафедри проф. Гевко Б.М.), верстатів та інструментів (зав. кафедри проф. Дубиняк С.А.), нарисної геометрії та графіки (зав.кафедри доц. Милик М.П.), технічної механіки (зав. кафедри доц. Гладьо Б.М.). Факультету підпорядковувалися лабораторія систем автоматизованого проєктування машинобудування та інтегральна лабораторія машин і обладнання машинобудівних підприємств.
На посадах заступників декана механіко-технологічного факультету працювали свого часу доц. Оксентюк А.О., доц. Гурей І.В. та доц. Шанайда В.В. У наш час[коли?] обов'язки заступника декана факультету виконує к.т.н., доц. кафедри конструювання верстатів, інструментів і машин Лещук Р.Я. Організаційно-методичну роботу деканату забезпечують методист першої категорії Шимків Н.П. та диспетчер Чернецька З.С.
З 1990 р. на факультеті розширилася номенклатура спеціальностей підготовки фахівців. Так, у 1991 р. створено матеріально-технічну базу та кадрове забезпечення для навчання студентів за спеціальністю «Економіка і управління в машинобудуванні”, а в 1995 р. через збільшення кількості студентів, цей напрям підготовки передано на спеціально створений факультет управління й бізнесу у виробництві.
У 1997 на факультеті ліцензовано спеціальність «Машини та обладнання сільськогосподарського виробництва». Базовою кафедрою цієї спеціальності стає кафедра технічної механіки та сільськогосподарського виробництва, яку з 1990 р. очолює д.т.н., проф., академік Академії інженерних наук, Заслужений працівник освіти України Рибак Т.І.
На факультеті підготовлено більше 4 тисяч фахівців інженерного напряму.

## Структура
Згідно з ухвалою Вченої Ради університету від 23 жовтня 2007 р. та наказом ректора № 455-01 від 31 жовтня 2007 р. з 1 січня 2008 р. до структури механіко-технологічного факультету входять: кафедра технології машинобудування, кафедра комп'ютерних технологій в машинобудуванні, кафедра конструювання верстатів, інструментів і машин, кафедра технології та обладнання зварювального виробництва, кафедра матеріалознавства.

### Кафедра будівельної механіки
м. Тернопіль, вул. Руська, 56, навчальний корп. II, кім. 47
Кафедру будівельної механіки засновано у 2008 році на базі кафедри матеріалознавства. Завідувач кафедри —  к.т.н., доцент. Ковальчук Я.О. На кафедрі працюють 3 доктори технічних наук, професори, 1 доктор філософії, 8 кандидатів технічних наук, 4 старших викладачів. Кафедра має сучасні навчальні лабораторії неруйнівного контролю будівельних конструкцій, гідравліки, тепло-водо та газопостачання й вентиляції, матеріалознавства, будівельних матеріалів, виробів та конструкцій, автоматизованого проєктування в будівництві, технології конструкційних матеріалів, тріщиностійкості матеріалів, будівельного матеріалознавства, інженерної геодезії та електронної мікроскопії.

### Кафедра автомобілів
м. Тернопіль, вул. Текстильна, 28, 46400, корпус № 9, к. 201 А
Кафедру автомобілів засновано у 2014 році. Завідувач кафедри — Засл. винахідник України, д.т.н., проф. Гевко Б.М.
На кафедрі працюють 1 доктор технічних наук, професор, 9 кандидатів технічних наук, доцентів. Кафедра має сучасні навчальні лабораторії з будови автомобілів, технології машинобудування, технологічного оснащення і технічних вимірювань, технології виробництва заготовок, загальної будови, діагностики та експлуатації автомобілів, комп'ютерної техніки.

### Кафедра технології машинобудування
м. Тернопіль, вул. Лук'яновича, 8, навчальний корп. XI
Кафедру комп'ютерних технологій в машинобудуванні засновано у 2002 р. Завідувач кафедри — д.т.н., проф. Пилипець М.І.
На кафедрі працюють 2 доктори технічних наук, професори, 6 кандидатів технічних наук, доцентів. Кафедра має сучасні навчальні лабораторії автоматизованого проєктування технологічних процесів і робототехніки.

### Кафедра технології та обладнання зварювального виробництва
м. Тернопіль, вул. Федьковича, 9, навчальний корп. III
Кафедру технології та обладнання зварювального виробництва засновано у 1988 р. Завідувач кафедри — д.т.н., проф. Підгурський М.І.
На кафедрі працюють 1 доктор технічних наук, професор, 4 кандидати технічних наук, доценти, 2 старші викладачі. Кафедра має сучасні навчальні лабораторії зварювання плавленням, зварювання тиском, контролю та якості зварювання, автоматизації зварювальних процесів, проєктування зварних конструкцій, технології зварювання спецсталей і сплавів.

## Ліцензовані напрями
Напрям підготовки за освітньо-професійною програмою „Бакалавр” — 4 роки навчання
Спеціальність за освітньо-професійними програмами „Спеціаліст” та „Магістр”
6.050502 — інженерна механіка
7.090202, 8.090202 — технології машинобудування
Спеціалізації:
- технології ремонту та сервісного обслуговування автомобілів;
- комп’ютерні технології в машинобудуванні

6.050504 — зварювання
7.092301, 8.092301 — технологія та устаткування зварювання
192 — Будівництво та цивільна інженерія
6.070106 — автомобільний транспорт
7.07010601, 8.07010601 — автомобілі та автомобільне господарство
Навчальний процес здійснює висококваліфікований професорсько-викладацький склад. На факультеті створено сучасну матеріально-технічну базу. Навчальні плани передбачають глибоке освоєння фундаментальних, загально-інженерних та спеціальних дисциплін. Передбачено можливість викладання дисциплін за вибором студентів. Крім цього, структура навчальних планів передбачає наскрізну комп'ютерну та економічну підготовку, поглиблене вивчення іноземних мов. Навчальні плани інтегровано з програмами підготовки молодших спеціалістів в Тернопільському, Гусятинському та Зборівському технічних коледжах ТНТУ. Така система адаптації навчального процесу в структурних підрозділах до підготовки фахівців в університеті дає можливість випускникам коледжів і далі навчатися на механіко-технологічному факультеті для здобуття освітньо-кваліфікаційного рівня «бакалавр» за скороченими термінами підготовки.
Механіко-технологічний факультет є активним учасником реалізації регіональної довготривалої програми «Взаємодія закладів вищої освіти західних областей із закладами освіти АР Крим та ВМС Збройних сил України». Починаючи з 1996-1997 навчального року з Кримського регіону здійснюють щорічний набір студентів на факультет. Автором і відповідальним виконавцем цієї програми є зав. кафедри технічної механіки і сільськогосподарського машинобудування д.т.н., проф. Рибак Т.І.
Щоб приймати в університет обдаровану й професійно орієнтовану молодь в 1994 р. на факультеті вперше створено навчально-науково-виробничий комплекс «Світло”, до складу якого ввійшли Тернопільський приладобудівний інститут (нині ТНТУ), ВАТ «Ватра» та Тернопільський технічний ліцей. У наш час[коли?] факультет співпрацює з такими комплексами як: «Агромаш», «Достаток», «Еліт»» та ін., до складу яких, окрім закладів освіти входять машинобудівні заводи західного регіону України: ВАТ «Львівсільмаш», ВАТ Тернопільський комбайновий завод, ВАТ «Коломиясільмаш» та ін., на яких студенти проходять виробничі практики, вибирають тематику дипломного і курсового проєктування, пов'язану з вирішенням технічних завдань під час проєктування та виготовлення продукції. Підприємства-учасники комплексів забезпечують працевлаштування молодих спеціалістів.
Організація навчального процесу на факультеті передбачає разом з високою професійною підготовкою забезпечення поглибленого вивчення фундаментальних дисциплін, підвищення рівня комп'ютерної підготовки, неперервної економічної освіти й вивчення основ бізнесу, гуманізації та гуманітаризації навчального й виховного процесів. Навчальний процес на факультеті інтегровано з науковими дослідженнями.

## Наукові школи
На механіко-технологічному факультеті діє ціла низка наукових шкіл, які мають значні здобутки у вирішенні фундаментальних та прикладних проблем у галузі машинобудування.
Перевагою на факультеті та в університеті є наукова школа, яку заснував Заслужений винахідник України, академік інженерної академії України, д.т.н., професор Гевко Б.М. «Розробка методів підвищення технологічних параметрів машинних комплексів на основі застосування гвинтових механізмів», яку створено в 1988 р. і до складу якої входять 4 доктори наук та 15 кандидатів наук. За час існування школи підготовлено два доктори наук та двадцять кандидатів наук, серед них наші працівники д.т.н., проф. Рогатинський Р.М., д.т.н., проф. Пилипець М.І., к.т.н., доц. Ткаченко І.Г., к.т.н., доц. Пік А.І., к.т.н., доц. Капаціла Ю.Б., к.т.н., доц. Данильченко Л.М., к.т.н., доц. Лещук Р.Я., к.т.н., доц. Радик Д.Л. та ін.
Основними науковими результатами цієї школи є вдосконалена прикладна теорія пружності для створення ресурсоощадних технологій під час виготовляння навивних заготовок; оптимізація конструктивних параметрів гвинтових конвеєрів з поліпшеними техніко-економічними показниками на основі нелінійного програмування; розроблено методологію проєктування нових прогресивних технологій виготовляння циліндричних і профільних заготовок.
Важливе місце серед наукових шкіл університету посідає школа, яку створив Заслужений винахідник України, академік АН вищої школи України, д.т.н., проф. Нагорняк С.Г. «Розробка методів синтезу машин, металорізальних верстатів та інструментів», яку створено в 1991 р., і до складу якої входять 4 доктори наук і 11 кандидатів наук, серед яких д.т.н., проф. Луців І.В., д.т.н., проф. Данильченко Ю.М., к.т.н., доц. Зеленський К.В., к.т.н., доц. Шанайда В.В., к.т.н., доц. Зінь М.М., к.т.н., доц. Брощак І.І., к.т.н. та доц. Данилишин Г.М. Школа підготувала 4 доктори наук.
До важливих розробок цієї школа належать прогресивні конструкції багатолезового верстатно-інструментального оснащення для оброблення поверхонь обертання; високошвидкісні шпиндельні вузли; нові конструкції металорізальних інструментів; автоматичні безступеневі інерційні трансформатори моменту; ефективні способи розрізування трубчастих заготовок; нові високоточні запобіжні механізми захисту технологічного обладнання від перевантажень і зламів.
Після смерті проф. Нагорняка С.Г. з 2007 р. школу очолив д.т.н., проф. Луців І.В.
У 1987 р. створено наукову школу під керівництвом Заслуженого працівника освіти України, д.т.н., проф. Рибака Т.І. «Критеріальна оцінка міцності і прогнозування ресурсу роботи основних утримувальних конструкцій сільськогосподарських машин, яка підготувала 2 доктори і 11 кандидатів наук, серед яких д.т.н., проф. Мартиненко В.Я., к.т.н., доц. Костюк В.М., к.т.н., доц. Хомик Н.І., к.т.н., доц. Попович П.В., к.т.н., Доц. Олексюк В., к.т.н., доц. Сташків М.Я., к.т.н., доц. Бабій А.В.
Як результат наукової діяльності цієї школи систематизовано процес експлуатаційної навантаженості елементів рам мобільних сільськогосподарських машин з урахуванням нестаціонарного характеру параметрів навантаженості через модифікування автомоделі процесу нагромадження експлуатаційних пошкоджень; на основі використання результатів автокореляційного та спектрального аналізу; аналітично описано структуру процесу експлуатаційної навантаженості елементів металоконструкції в типових режимах роботи машини і встановлено статистичні характеристики процесу.
З 1990 р. на кафедрі матеріалознавства під керівництвом Заслуженого діяча науки і техніки України, д.т.н., проф. Яснія П.В. діє наукова школа «Розробка методів прогнозування і підвищення стримувальної здатності та довговічності елементів конструкцій», до складу якої входять 1 доктор і 8 кандидатів наук.
Основні результати роботи школи — розроблено методи оцінювання тріщиностійкості й довговічності матеріалів за наявністю тріщин з урахуванням впливу попереднього одноразового та циклічного навантажування; розроблено фізично обґрунтовані методики прогнозування динамічної повзучості алюмінієвих сплавів в умовах сумісної дії статичного і низькоамплітудного циклічного навантаження.
На кафедрі технології та обладнання зварювального виробництва розвивають наукову школу під керівництвом д.т.н., проф. Пульки Ч.В. з проєктування енергоощадних джерел і режимів нагрівання для наплавлення тонких елементів конструкцій під час розроблення нових технологічних процесів та відновленні спрацьованих деталей машин.
На механіко-технологічному факультеті функціонують три вчені ради для захисту дисертацій:
- спеціалізована рада Д58.052.02 для захисту дисертацій на здобуття наукового ступеня доктора технічних наук за спец. 05.05.11 «Машини і засоби механізації сільськогосподарського виробництва» (голова ради д.т.н., проф. Рибак Т.І., вчений секретар к.т.н., доц. Попович П.В.);
- спеціалізована рада К58.05.01 для захисту дисертацій на здобуття наукового ступеня кандидата технічних наук за спец.: 01.02.04 — механіка деформівного твердого тіла (з технічних наук); 01.05.02 — математичне моделювання і обчисленні методи (з технічних наук) (голова ради д.т.н., проф. Ясній П.В., вчений секретар к.т.н., доц. Гладьо В.Б.);
- спеціалізована рада К58.052.03 для захисту дисертацій на здобуття наукового ступеня кандидата технічних наук за спец.: 05.02.08 — «Технологія машинобудування»; 05.03.01 –«Процеси механічної обробки, верстати та інструменти»; 05.05.05.- «Підйомно-транспортні машини» (голова ради — д.т.н., проф. Гевко Б.М., вчений секретар к.т.н., доц. Данильченко Л.М.).

## Навчальний процес
Організація навчального процесу на факультеті базується на сучасних навчальних планах підготовки фахівців усіх рівнів, які розроблено на основі освітньо-професійних програм з урахуванням регіональних потреб. У навчальних планах упроваджено принципи неперервності та наскрізності фундаментальної, конструкторсько-технологічної, комп'ютерної, економічної, гуманітарної і правової підготовки студентів. Структуру навчальних планів і програм узгоджено з вимогами кредитно-модульної системи організації навчального процесу на основі Болонського процесу. Такий підхід дає змогу вивчати, узагальнювати та застосовувати передовий досвід розвитку техніки й технології, конструкторської підготовки фахівців у провідних закордонних і вітчизняних навчальних закладах. Водночас застосовано рейтингову систему переходу студентів зі ступеню на ступінь. Такий підхід до організації навчального процесу забезпечує внутрішню і зовнішню конвертованість випускників факультету.
Професорсько-викладацький склад факультету становить 49 осіб.
З них 5 — академіки галузевих академій наук України, 9 — доктори наук, професори, 30 — кандидати наук, доценти, 10 — старші викладачі та асистенти.
Лабораторна база факультету налічує 17 спеціалізованих навчальних лабораторій, обладнаних сучасним лабораторним устаткованням і забезпечених навчально-методичною літературою, а також 4 комп'ютерні класи, які об'єднано в комп'ютерну мережу з доступом до електронних ресурсів бібліотеки і всесвітньої мережі Інтернет, функціонування яких забезпечує висококваліфікований навчально-допоміжний персонал.
Невіддільним складником підготовки фахівців на факультеті була й залишається виховна робота. Концептуальними положеннями планування виховного процесу є принципи національного виховання студентської молоді, які й визначають вимоги до змісту, організації та методів виховання. Головним учасником у виховному процесі залишається особистість викладача, педагога-наставника. Основний обсяг робіт у виховному процесі пов'язаний з індивідуальною роботою куратора (наставника) зі студентським колективом. Цей вид роботи передбачає формування культури самовизначення, формування в особистості відчуття творця власного життя, уміння визначати життєві цілі, відповідати за власні вчинки, формувати загальнолюдські духовні та культурні цінності.
На факультеті сформовано дієвий актив студентського самоврядування. Студенти факультету беруть активну участь у загальноміських та університетських громадських заходах, у проведенні благодійних акцій, зборі добровільних пожертв. Студента Васильченка Р.О. за активну громадську позицію в 2005 р. нагороджено грамотою Тернопільської ОДА.
Щорічно в рамках університетської спартакіади «Здоров'я» студенти факультету здобувають призові місця з волейболу, плавання, мініфутболу, шахів та ін. Студенти факультету неодноразово брали участь у міських, обласних, Всеукраїнських та міжнародних спортивних змаганнях. Студенти Брикайло О.В. та Дзендзель Н.Ю. — кандидати в майстри спорту з біатлону та багатоборству.
Студенти факультету є активними учасниками наукових та науково-практичних конференцій, семінарів-практикумів за участю державних управлінських структур, інституцій самоврядування, громадських та громадсько-політичних об'єднань. Таке спілкування допомагає готувати фахівців-механіків з-поміж громадян України, які розуміються на актуальних проблемах життя суспільства, процесі державотворення, інтеграції України у світові політичні процеси.

## Випускники
Випускники факультету працюють у багатьох структурних підрозділах університету. Це — ректор д.т.н. проф. Ясній П.В., проректори д.т.н., проф. Рогатинський Р.М., доц. Дячук С.Ф, декани: проф. Стухляк П.Д., доц. Дичковський М.Г., доц. Паливода Ю.Є., доц. Оксентюк А.О.; зав. кафедрами: проф. Луців І.В., проф. Пилипець М.І., доц. Закалов О.В., доц. Бакушевич І.В.
Випускниками факультету є колишній міський голова Тернополя
Кучеренко А.І., колишні генеральні директори ВАТ «ТеКЗ» Данильченко М.Г., Калайджан О.С., герой України, директор Каховського заводу електрозварювального обладнання Микитин Я.І., директори «Тернопільгаз» — Караванський О.І., «Тернопільміськгаз» — Бобрівець В.Л., «Збаражгаз» — Бабій Б.С., колишній генеральний директор Тернопільського заводу «Сатурн» — Дейнекін П.П., генеральний директор ВАТ «Ватра» — Щиренко В.В., директор ВАТ «Ватра-Посвіт» — Живчик Я.О., колишній директор заводу «Світлоприлад» — Байдак О.І., головний інженер ВАТ «Ватра» — Гуров І.А., помічник генерального директора ВАТ «ТеКЗ» з кадрів — Грицишин І.Я., начальник СКБ ВАТ «ТеКЗ» — Павлов Я.А., нач. патентного відділу ВАТ «ТеКЗ» — Безпальок А.П., голова обласного об’єднання «Тернопільмолоко» — Білоус М.А., генеральний директор ВАТ «Надзбруччя» — Сусук Б.Т., директор заводу безалкогольних напоїв — Свистун І.С., генеральний директор Тернопільського пивзаводу №1 — Чорній Б.А., директор Гусятинського коледжу ТДТУ — Зеленський К.В., зас. генерального директора заводу ім. Артема — Сімонов Б.І., працівник МЗС Російської федерації — Дяченко П.Я., радник Міністерства машинобудування Росії — Орлов О.М., керівники підприємств і фірм: Ворко Є.В., Дрозд В.І., Рудяк Ю.А., Рожук О.С., Глемба В.М., Назаров М.І., а також більшість головних спеціалістів та інженерно-технічних працівників ВАТ «ТеКЗ», «Ватра», «Оріон», «Сатурн» та багато інших.